# Coupe du monde de futsal de 1996
Navigation
1992 2000
La Coupe du monde de futsal de 1996 est la troisième édition de la Coupe du monde de futsal de la Fédération internationale de football association (FIFA). Elle se déroule en Espagne du 24 novembre au 8 décembre 1996 et voit le Brésil conserver son titre pour la seconde fois, face au pays hôte.
Comme lors de l'édition précédente, ce sont seize formations qui débarquent en terres ibères : six représentantes de l'Europe, trois de l'Amérique du sud, trois de l'Asie, deux de la CONCACAF, une de l'Afrique et une de l'Océanie.
Le Brésil réédite ses deux précédentes performances, mais l'Europe réussie à placer trois représentants en demi-finales. Les Sud-américains battent l'Espagne 6-4 en finale, pendant que la Russie s'empare de la troisième place contre l'Ukraine.
Comme pour l'édition 1992, la compétition est sponsorisée par l'entreprise Mars et sa marque Snickers.

## Préparation de l'évènement

### Villes et salles retenues
Le tournoi se déroule dans quatre salles situées dans autant de villes espagnoles. Chaque groupe se joue seulement dans une ville. Les groupes A et B sont joués à Murcie, les groupes C et D à Ségovie. Tous les matches du deuxième tour ont lieu à Castellón de la Plana. Les demi-finales et finales se déroule à Barcelone au Palau Sant Jordi.
Au Palacio de Deportes de Murcia (es), douze rencontres préliminaires ont lieu. La salle, construite en 1994, offre de l'espace pour 7 500 spectateurs et, après son achèvement, est considérée comme l'une des arènes multifonctionnelles les plus modernes d'Europe. Dans le Pabellón Pedro Delgado (es) à Ségovie, douze autres matchs du tour préliminaire ont lieu. La salle, construite en 1991, accueille jusqu'à 2 500 spectateurs. Dans le Pabellon de Castellon (es) les douze matches du deuxième tour y sont organisés. Le lieu possède une capacité de spectateurs de 4 375 places et est ouverte en 1994. Le Palau Sant Jordi de Barcelone accueille la finale de la troisième Coupe du monde de futsal. Dans le hall construit en 1990, jusqu'à 15 500 spectateurs peuvent regarder les matchs.
| Murcie                             | Ségovie                     | Castellón de la Plana      | Barcelone         |
| ---------------------------------- | --------------------------- | -------------------------- | ----------------- |
| Palacio de Deportes de Murcia (es) | Pabellón Pedro Delgado (es) | Pabellon de Castellon (es) | Palau Sant Jordi  |
| Capacité : 7 500                   | Capacité : 2 050            | Capacité : 4 357           | Capacité : 15 000 |
|                                    |                             |                            |                   |

## Acteurs

### Équipes qualifiées
Au total, 48 fédérations concourent pour les 15 places de la phase finale. Quatre ans auparavant, seulement 23 sont inscrites pour les qualifications. L'équipe d'Espagne, en tant qu'hôte, est automatiquement qualifiée. Pour la première fois, il y a eu des matches de qualification dans les six confédérations.
Pour l’Égypte, Cuba, la Malaisie, l'Ukraine et l'Uruguay, c'est la première participation à une phase finale de la Coupe du monde de futsal de la FIFA.
| Carte                                                                                             | Europe (UEFA, qualification) 6 places dont une au pays hôte                                             | Amérique du Sud (CONMEBOL, qualification) 3 places                        | Asie (AFC, qualification) 3 places                     |
| ------------------------------------------------------------------------------------------------- | --- | ------------------------------------------------------------------------- | ------------------------------------------------------ |
| Planisphère représentant les pays dont les équipes se sont qualifiées pour la Coupe du monde 1996 | - Belgique : 3e phase finale - Espagne : 3e - Italie : 3e - Pays-Bas : 3e - Russie : 2e - Ukraine : 1re | - Argentine : 3e phase finale - Brésil : 3e - Uruguay : 1re               | - Chine : 2e phase finale - Iran : 2e - Malaisie : 1re |
| Océanie (OFC, qualification) 1 place                                                              | - Belgique : 3e phase finale - Espagne : 3e - Italie : 3e - Pays-Bas : 3e - Russie : 2e - Ukraine : 1re | Amérique du Nord, Centrale et Caraïbes (CONCACAF, qualification) 2 places | Afrique (CAF, qualification) 1 place                   |
| - Australie : 3e phase finale                                                                     | - Belgique : 3e phase finale - Espagne : 3e - Italie : 3e - Pays-Bas : 3e - Russie : 2e - Ukraine : 1re | - États-Unis : 3e phase finale - Cuba : 1re                               | - Égypte : 1re phase finale                            |

### Joueurs
36 joueurs ou entraîneurs participent à la Coupe du monde 1996 en ayant déjà participé à une compétition de la FIFA. Pour la majorité d'entre, il s'agit de la Coupe du monde de futsal de 1992 voire 1989. À noter la présence de Victor Hermans à la tête de l'équipe malaisienne cette fois, après avoir dirigé Hong Kong quatre ans plus tôt et joué pour les Pays-Bas lors de la première édition. Les Américains Jim Gabarra et Frank Klopas ont participé aux JO 1988.
La moyenne d'âge des participants est de 27,2 ans (contre 26,6 en 1992). L'Espagne est la délégation la plus jeune avec une moyenne de 22 ans et 9 mois, tandis que les Américains sont les plus âgés avec 31 ans et 8 mois. Le joueur le plus jeune est l'Urugayen Andrés D'Alessandro (seize ans) et le plus ancien le Chinois Gu Zhao Nian qui fête ses 51 ans durant la compétition, il est aussi l'adjoint de sa sélection.

### Arbitres
| Liste des arbitres | Liste des arbitres            | Liste des arbitres |
| Continent          | Nom                           | Stade              |
| ------------------ | ----------------------------- | ------------------ |
| Europe             | Perry Gautier                 | PT, ST, F          |
| Europe             | Pedro Galan Nieto             | PT, ST, 3e         |
| Europe             | Antonin Herzog                | PT, ST, DF         |
| Europe             | Martinus van den Bekerom      | PT, ST             |
| Europe             | Bela Mezo                     | PT                 |
| Am. Sud            | Adrian Climent Rotondaro      | PT, ST, DF         |
| Am. Sud            | Juan Carlos Das Dores         | PT, ST             |
| Am. Sud            | Jorge Caballero Vega          | PT, ST             |
| Am. Sud            | Juan Carlos Sciancalepore     | PT                 |
| Am. Sud            | Pedro Osvaldo Sepulveda Malig | PT                 |
| Asie               | Seyed Sadreddin Moosavi       | PT, ST             |
| Asie               | Zhizhong Li                   | PT, ST             |
| Asie               | Nik Ahmad Haji Yaakub         | PT, ST             |
| Am. Nord           | Terry Mashino                 | PT, ST             |
| Am. Nord           | Olger Linares Campos          | PT                 |
| Afrique            | Demba Sall                    | PT                 |
| Océanie            | Adrian Tamplin                | PT, ST             |

Dix sept arbitres issus de six continents sont sélectionnés pour diriger les rencontres. Chacun représente un pays différent. Le fait que des variantes des règles du jeu existent en fonction des continents et surtout que le développement du futsal sur certains continents ne permette pas aux arbitres de gérer uniquement cette discipline ont été des barrières au début de la compétition.
Dans la première phase du tournoi, les arbitres ont été répartis sur les deux sites, huit à Ségovie et neuf à Murcie. Chaque arbitre a pu remplir au moins une fois chacune des fonctions d'arbitre principal, d'assistant, de chronométreur et de quatrième arbitre. Pour la seconde phase de Castellon, seuls douze arbitres sont
conservés.

## Compétition

### Format et tirage au sort
Les équipes sont réparties en quatre groupes de quatre sélections, disputés en tournoi toutes rondes. Les deux premiers de chaque groupe se qualifient pour une seconde phase de poule à deux groupes. Ceux-ci déterminent les quatre équipes pour les demi-finales, jouées en matchs à élimination directe. Contrairement aux deux premières éditions, en phase de groupe, trois points sont maintenant attribués pour une victoire (contre deux auparavant), puis toujours un point pour un match nul et aucun pour une défaite.
Le tirage au sort désigne les quatre groupes indiqués ci-dessous. La compétition commence le 24 novembre 1996 à dix-huit heures. Le premier tour se clôture le 28 novembre par le dernier match de groupe. Le second tour a lieu du 30 novembre au 4 décembre puis les demi-finales le 6, et enfin la rencontre pour la 3e place et la finale le 8.
| Groupe 1                         | Groupe 2                        | Groupe 3                           | Groupe 4                  |
| -------------------------------- | ------------------------------- | ---------------------------------- | ------------------------- |
| Espagne Égypte Australie Ukraine | Chine Argentine Pays-Bas Russie | États-Unis Italie Uruguay Malaisie | Iran Cuba Brésil Belgique |

### Premier tour

#### Groupe A
Dans le groupe A, les deux équipes européennes dominent.
| Équipe    | J | V | N | D | Bp | Bc | Diff | Pts |
| --------- | - | - | - | - | -- | -- | ---- | --- |
| Espagne   | 3 | 3 | 0 | 0 | 18 | 3  | +15  | 9   |
| Ukraine   | 3 | 2 | 0 | 1 | 22 | 9  | +13  | 6   |
| Égypte    | 3 | 1 | 0 | 2 | 13 | 19 | -6   | 3   |
| Australie | 3 | 0 | 0 | 3 | 4  | 26 | -22  | 0   |

| 24 novembre 1996 | Espagne | 7–2   | Égypte | Palacio de Deportes, Murcie                          |                                                      |
| 18h00            |         | (4-0) |        | Spectateurs : 7 500 Arbitrage : Jorge Caballero Vega | Spectateurs : 7 500 Arbitrage : Jorge Caballero Vega |
| 18h00            | rapport |       |        | Spectateurs : 7 500 Arbitrage : Jorge Caballero Vega | Spectateurs : 7 500 Arbitrage : Jorge Caballero Vega |

| 24 novembre 1996 | Ukraine | 11–2  | Australie | Palacio de Deportes, Murcie                              |                                                          |
| 20h00            |         | (3-0) |           | Spectateurs : 1 500 Arbitrage : Adrian Climent Rotondaro | Spectateurs : 1 500 Arbitrage : Adrian Climent Rotondaro |
| 20h00            | rapport |       |           | Spectateurs : 1 500 Arbitrage : Adrian Climent Rotondaro | Spectateurs : 1 500 Arbitrage : Adrian Climent Rotondaro |

| 26 novembre 1996 | Égypte  | 8–2   | Australie | Palacio de Deportes, Murcie                   |                                               |
| 18h00            |         | (2-1) |           | Spectateurs : 1 100 Arbitrage : Terry Mashino | Spectateurs : 1 100 Arbitrage : Terry Mashino |
| 18h00            | rapport |       |           | Spectateurs : 1 100 Arbitrage : Terry Mashino | Spectateurs : 1 100 Arbitrage : Terry Mashino |

| 26 novembre 1996 | Espagne | 4–1   | Ukraine | Palacio de Deportes, Murcie                           |                                                       |
| 20h00            |         | (4-0) |         | Spectateurs : 5 500 Arbitrage : Juan Carlos Das Dores | Spectateurs : 5 500 Arbitrage : Juan Carlos Das Dores |
| 20h00            | rapport |       |         | Spectateurs : 5 500 Arbitrage : Juan Carlos Das Dores | Spectateurs : 5 500 Arbitrage : Juan Carlos Das Dores |

| 28 novembre 1996 | Ukraine | 10–3  | Égypte | Palacio de Deportes, Murcie                           |                                                       |
| 12h00            |         | (5-1) |        | Spectateurs : 500 Arbitrage : Seyed Sadreddin Moosavi | Spectateurs : 500 Arbitrage : Seyed Sadreddin Moosavi |
| 12h00            | rapport |       |        | Spectateurs : 500 Arbitrage : Seyed Sadreddin Moosavi | Spectateurs : 500 Arbitrage : Seyed Sadreddin Moosavi |

| 28 novembre 1996 | Espagne | 7–0   | Australie | Palacio de Deportes, Murcie                              |                                                          |
| 20h00            |         | (2-0) |           | Spectateurs : 5 000 Arbitrage : Adrian Climent Rotondaro | Spectateurs : 5 000 Arbitrage : Adrian Climent Rotondaro |
| 20h00            | rapport |       |           | Spectateurs : 5 000 Arbitrage : Adrian Climent Rotondaro | Spectateurs : 5 000 Arbitrage : Adrian Climent Rotondaro |

#### Groupe B
Dans le groupe B, l'Argentine réussi presque à créer la surprise. En raison du match nul contre la Russie, les Sud-américains sont proches du deuxième tour. Seule la défaite contre les Pays-Bas met fin à leurs espoirs. En fin de compte, les deux équipes européennes des Pays-Bas et de la Russie se qualifient. L'équipe chinoise doit partir sans victoire, comme quatre ans plus tôt.
| Équipe    | J | V | N | D | Bp | Bc | Diff | Pts |
| --------- | - | - | - | - | -- | -- | ---- | --- |
| Pays-Bas  | 3 | 2 | 1 | 0 | 13 | 6  | +7   | 7   |
| Russie    | 3 | 1 | 2 | 0 | 15 | 5  | +10  | 5   |
| Argentine | 3 | 1 | 1 | 1 | 7  | 9  | -2   | 4   |
| Chine     | 3 | 0 | 0 | 3 | 3  | 18 | -15  | 0   |

| 25 novembre 1996 | Argentine | 2–1   | Chine | Palacio de Deportes, Murcie                   |                                               |
| 18h00            |           | (0-0) |       | Spectateurs : 1 000 Arbitrage : Perry Gautier | Spectateurs : 1 000 Arbitrage : Perry Gautier |
| 18h00            | rapport   |       |       | Spectateurs : 1 000 Arbitrage : Perry Gautier | Spectateurs : 1 000 Arbitrage : Perry Gautier |

| 25 novembre 1996 | Pays-Bas | 2–2   | Russie | Palacio de Deportes, Murcie                           |                                                       |
| 20h00            |          | (0-1) |        | Spectateurs : 1 000 Arbitrage : Nik Ahmad Haji Yaakub | Spectateurs : 1 000 Arbitrage : Nik Ahmad Haji Yaakub |
| 20h00            | rapport  |       |        | Spectateurs : 1 000 Arbitrage : Nik Ahmad Haji Yaakub | Spectateurs : 1 000 Arbitrage : Nik Ahmad Haji Yaakub |

| 27 novembre 1996 | Argentine | 2–2   | Russie | Palacio de Deportes, Murcie                    |                                                |
| 18h00            |           | (2-2) |        | Spectateurs : 1 000 Arbitrage : Antonin Herzog | Spectateurs : 1 000 Arbitrage : Antonin Herzog |
| 18h00            | rapport   |       |        | Spectateurs : 1 000 Arbitrage : Antonin Herzog | Spectateurs : 1 000 Arbitrage : Antonin Herzog |

| 27 novembre 1996 | Pays-Bas | 5–1   | Chine | Palacio de Deportes, Murcie                   |                                               |
| 20h00            |          | (3-0) |       | Spectateurs : 1 000 Arbitrage : Terry Mashino | Spectateurs : 1 000 Arbitrage : Terry Mashino |
| 20h00            | rapport  |       |       | Spectateurs : 1 000 Arbitrage : Terry Mashino | Spectateurs : 1 000 Arbitrage : Terry Mashino |

| 28 novembre 1996 | Russie  | 11–1  | Chine | Palacio de Deportes, Murcie              |                                          |
| 12h00            |         | (4-1) |       | Spectateurs : 500 Arbitrage : Demba Sall | Spectateurs : 500 Arbitrage : Demba Sall |
| 12h00            | rapport |       |       | Spectateurs : 500 Arbitrage : Demba Sall | Spectateurs : 500 Arbitrage : Demba Sall |

| 28 novembre 1996 | Pays-Bas | 6–3   | Argentine | Palacio de Deportes, Murcie                  |                                              |
| 18h00            |          | (4-1) |           | Spectateurs : 500 Arbitrage : Antonin Herzog | Spectateurs : 500 Arbitrage : Antonin Herzog |
| 18h00            | rapport  |       |           | Spectateurs : 500 Arbitrage : Antonin Herzog | Spectateurs : 500 Arbitrage : Antonin Herzog |

#### Groupe C
Dans le groupe C, l'Uruguay surprend les spécialistes. Sa victoire dans le match d'ouverture contre les États-Unis, finaliste en 1992, ouvre la voie au deuxième tour. Dans le dernier match de groupe, ils mettent en échec les favoris du groupe italien (2-2) et sont devancés seulement en raison d'un plus mauvais ratio de buts. La Malaisie ne peut pas rivaliser à ce niveau et repart sans un point.
| Équipe     | J | V | N | D | Bp | Bc | Diff | Pts |
| ---------- | - | - | - | - | -- | -- | ---- | --- |
| Italie     | 3 | 2 | 1 | 0 | 16 | 5  | +11  | 7   |
| Uruguay    | 3 | 2 | 1 | 0 | 7  | 3  | +4   | 7   |
| États-Unis | 3 | 1 | 0 | 2 | 12 | 7  | +5   | 3   |
| Malaisie   | 3 | 0 | 0 | 3 | 4  | 24 | -20  | 0   |

| 24 novembre 1996 | États-Unis | 0–1   | Uruguay | Pabellón Pedro Delgado, Ségovie                   |                                                   |
| 18h00            |            | (0-1) |         | Spectateurs : 2 050 Arbitrage : Pedro Galan Nieto | Spectateurs : 2 050 Arbitrage : Pedro Galan Nieto |
| 18h00            | rapport    |       |         | Spectateurs : 2 050 Arbitrage : Pedro Galan Nieto | Spectateurs : 2 050 Arbitrage : Pedro Galan Nieto |

| 24 novembre 1996 | Malaisie | 1–10  | Italie | Pabellón Pedro Delgado, Ségovie                      |                                                      |
| 20h00            |          | (1-4) |        | Spectateurs : 2 050 Arbitrage : Olger Linares Campos | Spectateurs : 2 050 Arbitrage : Olger Linares Campos |
| 20h00            | rapport  |       |        | Spectateurs : 2 050 Arbitrage : Olger Linares Campos | Spectateurs : 2 050 Arbitrage : Olger Linares Campos |

| 26 novembre 1996 | Italie  | 4–2   | États-Unis | Pabellón Pedro Delgado, Ségovie                           |                                                           |
| 18h00            |         | (3-2) |            | Spectateurs : 1 000 Arbitrage : Juan Carlos Sciancalepore | Spectateurs : 1 000 Arbitrage : Juan Carlos Sciancalepore |
| 18h00            | rapport |       |            | Spectateurs : 1 000 Arbitrage : Juan Carlos Sciancalepore | Spectateurs : 1 000 Arbitrage : Juan Carlos Sciancalepore |

| 26 novembre 1996 | Uruguay | 4–1   | Malaisie | Pabellón Pedro Delgado, Ségovie                          |                                                          |
| 20h00            |         | (3-1) |          | Spectateurs : 1 000 Arbitrage : Martinus van den Bekerom | Spectateurs : 1 000 Arbitrage : Martinus van den Bekerom |
| 20h00            | rapport |       |          | Spectateurs : 1 000 Arbitrage : Martinus van den Bekerom | Spectateurs : 1 000 Arbitrage : Martinus van den Bekerom |

| 28 novembre 1996 | Uruguay | 2–2   | Italie | Pabellón Pedro Delgado, Ségovie             |                                             |
| 10h00            |         | (1-0) |        | Spectateurs : 1 000 Arbitrage : Zhizhong Li | Spectateurs : 1 000 Arbitrage : Zhizhong Li |
| 10h00            | rapport |       |        | Spectateurs : 1 000 Arbitrage : Zhizhong Li | Spectateurs : 1 000 Arbitrage : Zhizhong Li |

| 28 novembre 1996 | États-Unis | 10–2  | Malaisie | Pabellón Pedro Delgado, Ségovie                               |                                                               |
| 12h00            |            | (5-1) |          | Spectateurs : 1 000 Arbitrage : Pedro Osvaldo Sepulveda Malig | Spectateurs : 1 000 Arbitrage : Pedro Osvaldo Sepulveda Malig |
| 12h00            | rapport    |       |          | Spectateurs : 1 000 Arbitrage : Pedro Osvaldo Sepulveda Malig | Spectateurs : 1 000 Arbitrage : Pedro Osvaldo Sepulveda Malig |

#### Groupe D
Au cours de la première phase, l'équipe conduite par Alfonso « Taco » Araujo se hisse aisément à la première place en réalisant un carton plein. Le Brésil infligent 31 buts pour seulement cinq encaissés. La victoire 18-0 sur Cuba est alors la plus grande défaite jusqu'à présent dans l'histoire de la Coupe du Monde de futsal. La Belgique l'emporte dans la lutte pour la deuxième place.
| Équipe   | J | V | N | D | Bp | Bc | Diff | Pts |
| -------- | - | - | - | - | -- | -- | ---- | --- |
| Brésil   | 3 | 3 | 0 | 0 | 31 | 5  | +26  | 9   |
| Belgique | 3 | 2 | 0 | 1 | 13 | 10 | +3   | 6   |
| Iran     | 3 | 1 | 0 | 2 | 12 | 13 | -1   | 3   |
| Cuba     | 3 | 0 | 0 | 3 | 3  | 31 | -28  | 0   |

| 25 novembre 1996 | Brésil  | 5–2   | Belgique | Pabellón Pedro Delgado, Ségovie             |                                             |
| 20h00            |         | (3-1) |          | Spectateurs : 1 500 Arbitrage : Zhizhong Li | Spectateurs : 1 500 Arbitrage : Zhizhong Li |
| 20h00            | rapport |       |          | Spectateurs : 1 500 Arbitrage : Zhizhong Li | Spectateurs : 1 500 Arbitrage : Zhizhong Li |

| 25 novembre 1996 | Iran    | 7–1   | Cuba | Pabellón Pedro Delgado, Ségovie           |                                           |
| 18h00            |         | (3-0) |      | Spectateurs : 1 500 Arbitrage : Bela Mezo | Spectateurs : 1 500 Arbitrage : Bela Mezo |
| 18h00            | rapport |       |      | Spectateurs : 1 500 Arbitrage : Bela Mezo | Spectateurs : 1 500 Arbitrage : Bela Mezo |

| 27 novembre 1996 | Belgique | 5–2   | Iran | Pabellón Pedro Delgado, Ségovie                |                                                |
| 18h00            |          | (0-0) |      | Spectateurs : 2 500 Arbitrage : Adrian Tamplin | Spectateurs : 2 500 Arbitrage : Adrian Tamplin |
| 18h00            | rapport  |       |      | Spectateurs : 2 500 Arbitrage : Adrian Tamplin | Spectateurs : 2 500 Arbitrage : Adrian Tamplin |

| 27 novembre 1996 | Brésil  | 18–0  | Cuba | Pabellón Pedro Delgado, Ségovie           |                                           |
| 20h00            |         | (7-0) |      | Spectateurs : 2 500 Arbitrage : Bela Mezo | Spectateurs : 2 500 Arbitrage : Bela Mezo |
| 20h00            | rapport |       |      | Spectateurs : 2 500 Arbitrage : Bela Mezo | Spectateurs : 2 500 Arbitrage : Bela Mezo |

| 28 novembre 1996 | Brésil  | 8–3   | Iran | Pabellón Pedro Delgado, Ségovie                          |                                                          |
| 18h00            |         | (2-1) |      | Spectateurs : 2 000 Arbitrage : Martinus van den Bekerom | Spectateurs : 2 000 Arbitrage : Martinus van den Bekerom |
| 18h00            | rapport |       |      | Spectateurs : 2 000 Arbitrage : Martinus van den Bekerom | Spectateurs : 2 000 Arbitrage : Martinus van den Bekerom |

| 28 novembre 1996 | Belgique | 6–3   | Cuba | Pabellón Pedro Delgado, Ségovie                      |                                                      |
| 20h00            |          | (2-2) |      | Spectateurs : 2 000 Arbitrage : Olger Linares Campos | Spectateurs : 2 000 Arbitrage : Olger Linares Campos |
| 20h00            | rapport  |       |      | Spectateurs : 2 000 Arbitrage : Olger Linares Campos | Spectateurs : 2 000 Arbitrage : Olger Linares Campos |

### Second tour

#### Groupe E
Le groupe E comprend uniquement des équipes européennes, les quatre meilleures du championnat d'Europe précédent. Le classement est identique : l'Espagne, championne d'Europe, ainsi que la Russie, vice-championne, réussissent à se qualifier pour les demi-finales. La Belgique et l'Italie sont troisième et quatrième.
| Équipe   | J | V | N | D | Bp | Bc | Diff | Pts |
| -------- | - | - | - | - | -- | -- | ---- | --- |
| Espagne  | 3 | 3 | 0 | 0 | 8  | 2  | +6   | 9   |
| Russie   | 3 | 2 | 0 | 1 | 9  | 4  | +5   | 6   |
| Italie   | 3 | 1 | 0 | 2 | 5  | 8  | -3   | 3   |
| Belgique | 3 | 0 | 0 | 3 | 4  | 12 | -8   | 0   |

| 1er décembre 1996 | Italie  | 4–1   | Belgique | Pabellon, Castellón de la Plana                       |                                                       |
| 10h00             |         | (1-1) |          | Spectateurs : 2 000 Arbitrage : Juan Carlos Das Dores | Spectateurs : 2 000 Arbitrage : Juan Carlos Das Dores |
| 10h00             | rapport |       |          | Spectateurs : 2 000 Arbitrage : Juan Carlos Das Dores | Spectateurs : 2 000 Arbitrage : Juan Carlos Das Dores |

| 1er décembre 1996 | Espagne | 2–0   | Russie | Pabellon, Castellón de la Plana             |                                             |
| 12h00             |         | (1-0) |        | Spectateurs : 2 500 Arbitrage : Zhizhong Li | Spectateurs : 2 500 Arbitrage : Zhizhong Li |
| 12h00             | rapport |       |        | Spectateurs : 2 500 Arbitrage : Zhizhong Li | Spectateurs : 2 500 Arbitrage : Zhizhong Li |

| 2 décembre 1996 | Italie  | 0–3   | Russie | Pabellon, Castellón de la Plana                          |                                                          |
| 18h00           |         | (0-1) |        | Spectateurs : 1 500 Arbitrage : Martinus van den Bekerom | Spectateurs : 1 500 Arbitrage : Martinus van den Bekerom |
| 18h00           | rapport |       |        | Spectateurs : 1 500 Arbitrage : Martinus van den Bekerom | Spectateurs : 1 500 Arbitrage : Martinus van den Bekerom |

| 2 décembre 1996 | Belgique | 1–2   | Espagne | Pabellon, Castellón de la Plana                          |                                                          |
| 20h00           |          | (1-0) |         | Spectateurs : 3 000 Arbitrage : Adrian Climent Rotondaro | Spectateurs : 3 000 Arbitrage : Adrian Climent Rotondaro |
| 20h00           | rapport  |       |         | Spectateurs : 3 000 Arbitrage : Adrian Climent Rotondaro | Spectateurs : 3 000 Arbitrage : Adrian Climent Rotondaro |

| 4 décembre 1996 | Russie  | 6–2   | Belgique | Pabellon, Castellón de la Plana                         |                                                         |
| 18h00           |         | (2-1) |          | Spectateurs : 2 000 Arbitrage : Seyed Sadreddin Moosavi | Spectateurs : 2 000 Arbitrage : Seyed Sadreddin Moosavi |
| 18h00           | rapport |       |          | Spectateurs : 2 000 Arbitrage : Seyed Sadreddin Moosavi | Spectateurs : 2 000 Arbitrage : Seyed Sadreddin Moosavi |

| 4 décembre 1996 | Espagne | 4–1   | Italie | Pabellon, Castellón de la Plana                |                                                |
| 20h00           |         | (2-1) |        | Spectateurs : 4 500 Arbitrage : Antonin Herzog | Spectateurs : 4 500 Arbitrage : Antonin Herzog |
| 20h00           | rapport |       |        | Spectateurs : 4 500 Arbitrage : Antonin Herzog | Spectateurs : 4 500 Arbitrage : Antonin Herzog |

#### Groupe F
Au deuxième tour, seule l'Ukraine réussit l'« exploit » de prendre un point au Brésil (2-2). L'Uruguay et les Pays-Bas encaissent tous deux cinq buts. L'Uruguay est en bonne position mais s'incline dans le match crucial contre l'Ukraine (3-5). Les Pays-Bas se retirent au deuxième tour, comme quatre ans plus tôt.
| Équipe   | J | V | N | D | Bp | Bc | Diff | Pts |
| -------- | - | - | - | - | -- | -- | ---- | --- |
| Brésil   | 3 | 2 | 1 | 0 | 12 | 5  | +7   | 7   |
| Ukraine  | 3 | 1 | 2 | 0 | 11 | 9  | +2   | 5   |
| Uruguay  | 3 | 1 | 0 | 2 | 10 | 14 | -4   | 3   |
| Pays-Bas | 3 | 0 | 1 | 2 | 9  | 14 | -5   | 1   |

| 30 novembre 1996 | Pays-Bas | 4–4   | Ukraine | Pabellon, Castellón de la Plana                      |                                                      |
| 18h00            |          | (3-2) |         | Spectateurs : 2 000 Arbitrage : Jorge Caballero Vega | Spectateurs : 2 000 Arbitrage : Jorge Caballero Vega |
| 18h00            | rapport  |       |         | Spectateurs : 2 000 Arbitrage : Jorge Caballero Vega | Spectateurs : 2 000 Arbitrage : Jorge Caballero Vega |

| 30 novembre 1996 | Brésil  | 5–2   | Uruguay | Pabellon, Castellón de la Plana                   |                                                   |
| 20h00            |         | (3-1) |         | Spectateurs : 2 000 Arbitrage : Pedro Galan Nieto | Spectateurs : 2 000 Arbitrage : Pedro Galan Nieto |
| 20h00            | rapport |       |         | Spectateurs : 2 000 Arbitrage : Pedro Galan Nieto | Spectateurs : 2 000 Arbitrage : Pedro Galan Nieto |

| 1er décembre 1996 | Uruguay | 5–4   | Pays-Bas | Pabellon, Castellón de la Plana               |                                               |
| 18h00             |         | (0-1) |          | Spectateurs : 1 000 Arbitrage : Terry Mashino | Spectateurs : 1 000 Arbitrage : Terry Mashino |
| 18h00             | rapport |       |          | Spectateurs : 1 000 Arbitrage : Terry Mashino | Spectateurs : 1 000 Arbitrage : Terry Mashino |

| 1er décembre 1996 | Ukraine | 2–2   | Brésil | Pabellon, Castellón de la Plana                |                                                |
| 20h00             |         | (1-1) |        | Spectateurs : 1 000 Arbitrage : Adrian Tamplin | Spectateurs : 1 000 Arbitrage : Adrian Tamplin |
| 20h00             | rapport |       |        | Spectateurs : 1 000 Arbitrage : Adrian Tamplin | Spectateurs : 1 000 Arbitrage : Adrian Tamplin |

| 3 décembre 1996 | Ukraine | 5–3   | Uruguay | Pabellon, Castellón de la Plana                       |                                                       |
| 18h00           |         | (3-2) |         | Spectateurs : 1 000 Arbitrage : Nik Ahmad Haji Yaakub | Spectateurs : 1 000 Arbitrage : Nik Ahmad Haji Yaakub |
| 18h00           | rapport |       |         | Spectateurs : 1 000 Arbitrage : Nik Ahmad Haji Yaakub | Spectateurs : 1 000 Arbitrage : Nik Ahmad Haji Yaakub |

| 3 décembre 1996 | Brésil  | 5–1   | Pays-Bas | Pabellon, Castellón de la Plana               |                                               |
| 20h00           |         | (2-0) |          | Spectateurs : 1 000 Arbitrage : Perry Gautier | Spectateurs : 1 000 Arbitrage : Perry Gautier |
| 20h00           | rapport |       |          | Spectateurs : 1 000 Arbitrage : Perry Gautier | Spectateurs : 1 000 Arbitrage : Perry Gautier |

### Phase finale

#### Tableau
|  | Demi-finales    | Demi-finales    |                        |   | Finale          | Finale          |
|  | Demi-finales    | Demi-finales    |                        |   | Finale          | Finale          |
|  |                 |                 |                        |   |                 |                 |
|  | 6 décembre 1996 | 6 décembre 1996 |                        |   | 8 décembre 1996 | 8 décembre 1996 |
|  | 6 décembre 1996 | 6 décembre 1996 |                        |   | 8 décembre 1996 | 8 décembre 1996 |
|  | Brésil          | 6               |                        |   | 8 décembre 1996 | 8 décembre 1996 |
|  | Brésil          | 6               |                        |   | 8 décembre 1996 | 8 décembre 1996 |
|  | Russie          | 2               |                        |   | 8 décembre 1996 | 8 décembre 1996 |
|  | Russie          | 2               | Brésil                 | 6 |                 |                 |
|  | 6 décembre 1996 |                 | Brésil                 | 6 |                 |                 |
|  |                 | Espagne         | 4                      |   |                 |                 |
|  | Ukraine         | Espagne         | 4                      | 1 |                 |                 |
|  | Ukraine         |                 |                        | 1 |                 |                 |
|  | Espagne         | 4               |                        |   |                 |                 |
|  | Espagne         | 4               | Match pour la 3e place |   |                 |                 |
|  |                 |                 |                        |   |                 |                 |
|  | 8 décembre 1996 |                 |                        |   |                 |                 |
|  |                 |                 |                        |   |                 |                 |
|  | Russie          | 3               |                        |   |                 |                 |
|  | Russie          | 3               |                        |   |                 |                 |
|  | Ukraine         | 2               |                        |   |                 |                 |
|  | Ukraine         | 2               |                        |   |                 |                 |

#### Demi-finales
En demi-finales, la formation canarinha contrarie la Russie 6-2 et s'offre le droit de défier l'Espagne, chez elle, dans le match décisif. Dans la seconde rencontre, la logique est aussi respectée.
2-0
| 6 décembre 1996 | Brésil                                                 | 6–2   | Russie                   | Palau Sant Jordi, Barcelone                    |                                                |
| 17h00           | Chôco 10e 14e 40e · Márcio 26e 29e · Manoel Tobias 39e | (2-0) | 35e Eremenko · 36e Belyi | Spectateurs : 8 300 Arbitrage : Antonin Herzog | Spectateurs : 8 300 Arbitrage : Antonin Herzog |
| 17h00           | rapport                                                |       |                          | Spectateurs : 8 300 Arbitrage : Antonin Herzog | Spectateurs : 8 300 Arbitrage : Antonin Herzog |

| 6 décembre 1996 | Espagne                        | 4–1   | Ukraine      | Palau Sant Jordi, Barcelone                              |                                                          |
| 19h00           | Vicentin 3e 6e 39e · Santi 22e | (2-0) | 33e Melnikov | Spectateurs : 8 300 Arbitrage : Adrian Climent Rotondaro | Spectateurs : 8 300 Arbitrage : Adrian Climent Rotondaro |
| 19h00           | rapport                        |       |              | Spectateurs : 8 300 Arbitrage : Adrian Climent Rotondaro | Spectateurs : 8 300 Arbitrage : Adrian Climent Rotondaro |

#### Troisième place
Le match pour la troisième place voit gagner l'équipe russe de justesse. L'Ukraine égalise deux fois, mais la Russie inscrit le but vainqueur quatre minutes avant la fin du match.
| 8 décembre 1996 | Russie                       | 3–2   | Ukraine                          | Palau Sant Jordi, Barcelone                        |                                                    |
| 10h30           | Belyi 4e 36e · Alekberov 24e | (1-1) | 10e Oussakovskii · 35e Voniarkha | Spectateurs : 15 500 Arbitrage : Pedro Galan Nieto | Spectateurs : 15 500 Arbitrage : Pedro Galan Nieto |
| 10h30           | rapport                      |       |                                  | Spectateurs : 15 500 Arbitrage : Pedro Galan Nieto | Spectateurs : 15 500 Arbitrage : Pedro Galan Nieto |

#### Finale
Malgré le soutien inconditionnel de 15 500 supporters, la Furia ne fait pas le poids : 6-4 pour le Brésil triple champion du monde.
| 8 décembre 1996 | Brésil                                                                  | 6–4   | Espagne                                          | Palau Sant Jordi, Barcelone                    |                                                |
| 13h00           | Danilo 8e 23e · Chôco 16e · Marcio 18e · Vander 37e · Manoel Tobias 39e | (3-1) | 16e Pato · 21e (csc) Serginho · 26e 39e Vicentin | Spectateurs : 15 500 Arbitrage : Perry Gautier | Spectateurs : 15 500 Arbitrage : Perry Gautier |
| 13h00           | Rapport                                                                 |       |                                                  | Spectateurs : 15 500 Arbitrage : Perry Gautier | Spectateurs : 15 500 Arbitrage : Perry Gautier |

## Statistiques et récompenses

### Classement des équipes
- Champion du monde
- Vice-champion du monde
- Troisième
- Quatrième
- Deuxième tour
- Premier tour

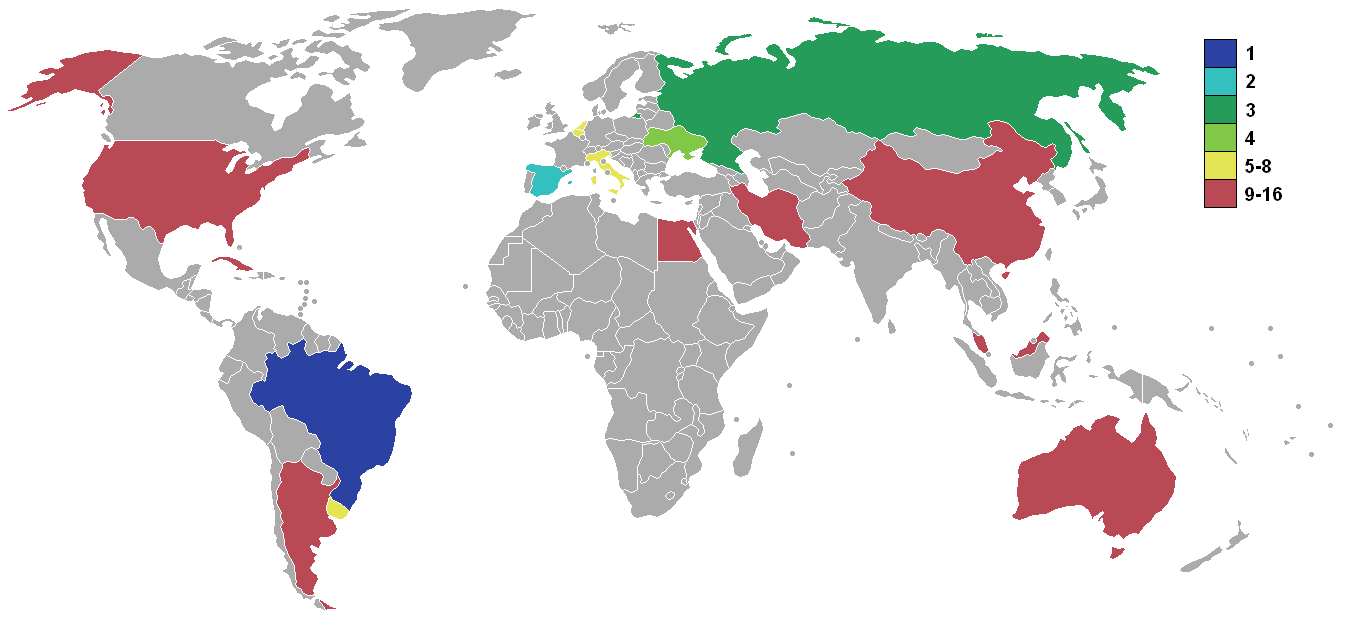
Classement de la coupe du monde :

La Coupe du monde 1996 est remportée par le Brésil devant l'Espagne et la Russie. Il s'agit du troisième titre de champion du monde des Brésiliens après ceux obtenus en 1989 et 1992.
Le classement complet des seize équipes ayant participé au tournoi prend en compte, en plus du stade de la compétition atteint, le nombre total de points obtenus, puis la différence de buts et enfin le nombre de buts inscrits. Le nombre de points est calculé de la même manière que pour le premier tour, à savoir en attribuant deux points pour un match gagné, un point pour un match nul et aucun point pour une défaite.
| Classement final des équipes, | Classement final des équipes, | Classement final des équipes, | Classement final des équipes, | Classement final des équipes, | Classement final des équipes, | Classement final des équipes, | Classement final des équipes, | Classement final des équipes, | Classement final des équipes, | Classement final des équipes, |
| Place                         | Sélection                     | Stade                         | Pts                           | MJ                            | V                             | N                             | D                             | Bp                            | Bc                            | Diff                          |
| ----------------------------- | ----------------------------- | ----------------------------- | ----------------------------- | ----------------------------- | ----------------------------- | ----------------------------- | ----------------------------- | ----------------------------- | ----------------------------- | ----------------------------- |
| Médaille d'or                 | Brésil                        | Vainqueur                     | 22                            | 8                             | 7                             | 1                             | 0                             | 55                            | 16                            | +39                           |
| Médaille d'argent             | Espagne                       | Finale                        | 21                            | 8                             | 7                             | 0                             | 1                             | 34                            | 12                            | +22                           |
| Médaille de bronze            | Russie                        | 3e place                      | 14                            | 8                             | 4                             | 2                             | 2                             | 29                            | 17                            | +12                           |
| 4                             | Ukraine                       | 4e place                      | 11                            | 8                             | 3                             | 2                             | 3                             | 36                            | 25                            | +11                           |
| 5                             | Iran                          | Second tour                   | 10                            | 6                             | 3                             | 1                             | 2                             | 21                            | 13                            | +8                            |
| 6                             | Uruguay                       | Second tour                   | 10                            | 6                             | 3                             | 1                             | 2                             | 17                            | 17                            | 0                             |
| 7                             | Pays-Bas                      | Second tour                   | 8                             | 6                             | 2                             | 2                             | 2                             | 22                            | 20                            | +2                            |
| 8                             | Belgique                      | Second tour                   | 6                             | 6                             | 2                             | 0                             | 4                             | 17                            | 22                            | -5                            |
| 9                             | Argentine                     | Premier tour                  | 4                             | 3                             | 1                             | 1                             | 1                             | 7                             | 9                             | -2                            |
| 10                            | États-Unis                    | Premier tour                  | 3                             | 3                             | 1                             | 0                             | 2                             | 12                            | 7                             | +5                            |
| 11                            | Iran                          | Premier tour                  | 3                             | 3                             | 1                             | 0                             | 2                             | 12                            | 14                            | -2                            |
| 12                            | Égypte                        | Premier tour                  | 3                             | 3                             | 1                             | 0                             | 2                             | 13                            | 19                            | -6                            |
| 13                            | Chine                         | Premier tour                  | 0                             | 3                             | 0                             | 0                             | 3                             | 3                             | 18                            | -15                           |
| 14                            | Malaisie                      | Premier tour                  | 0                             | 3                             | 0                             | 0                             | 3                             | 4                             | 24                            | -20                           |
| 15                            | Australie                     | Premier tour                  | 0                             | 3                             | 0                             | 0                             | 3                             | 4                             | 26                            | -22                           |
| 16                            | Cuba                          | Premier tour                  | 0                             | 3                             | 0                             | 0                             | 3                             | 4                             | 31                            | -27                           |

### Statistiques générales
290 buts sont marqués durant les quarante rencontres de la compétition soit une moyenne de 7,25 par match, légèrement moins qu'en 1992 (7,68) mais toujours plus qu'en 1989 (5,43).
Le Brésil a la meilleure attaque avec cinquante-cinq buts marqués et le meilleur ratio (6,9 buts par match).

### Prix
Le Brésilien Manoel Tobias est élu meilleur joueur du tournoi, devant son compatriote Chôco et le capitaine espagnol Vicentin,.
Le prix du fair-play va au vainqueur du tournoi, le Brésil.

### Buteurs
Le Brésilien Manoel Tobias remporte également le titre de meilleur buteur (en plus du meilleur joueur) avec quatorze buts. Une nouvelle fois son compatriote Chôco prend la deuxième place (10 buts). Le troisième meilleur buteur est l'Ukrainien Oleksandre Moskaliuk avec également dix buts, mais moins de passes décisives,.
Mais l'Iranien Hashem Hidari possède le meilleur ratio avec huit buts marqués en trois matchs. 97 joueurs différents inscrivent au moins un but dans le tournoi. Le Hollandais Edwin Grünholz est le meilleur passeur de la compétition avec dix passes décisives, devant Chôco encore (8 passes).
| Place | Joueur               | Sélection | Buts | PD | Matches |
| ----- | -------------------- | --------- | ---- | -- | ------- |
| 1     | Manoel Tobias        | Brésil    | 14   | 6  | 8       |
| 2     | Chôco                | Brésil    | 10   | 8  | 8       |
| 3     | Oleksandre Moskaliuk | Ukraine   | 10   | 6  | 8       |
| 4     | Vicentin             | Espagne   | 8    | 4  | 8       |
| 5     | Sandrinho            | Brésil    | 8    | 2  | 8       |
| 6     | Hashem Hidari        | Iran      | 8    | 2  | 3       |
| 7     | Konstantin Eremenko  | Russie    | 8    | 1  | 8       |
| 8     | Fininho              | Brésil    | 7    | 4  | 8       |
| 9     | Santi                | Espagne   | 7    | 2  | 8       |
| 10    | 4 joueurs            |           | 6    | -  | -       |
| 14    | 4 joueurs            |           | 5    | -  | -       |
| 18    | 8 joueurs            |           | 4    | -  | -       |
| 26    | 16 joueurs           |           | 3    | -  | -       |
| 42    | 22 joueurs           |           | 2    | -  | -       |
| 64    | 33 joueurs           |           | 1    | -  | -       |

## Bilan de la coupe du monde
Moins spectaculaire que quatre ans plus tôt mais pas moins efficace, le Brésil confirme une nouvelle fois les pronostics en s'adjugeant le tournoi. Arborant son jeu classique, fait de technique individuelle et de parfaite connaissance mutuelle, le quartet Serginho - Manoel Tobias (meilleur buteur) - Fininho - Vander ne trouve aucune opposition capable de lui faire de l'ombre.
Le fait que les arbitres soient choisis pour leur expérience du futsal est un réel plus pour les sélectionneur, contrairement à 1992, même s'ils ne l'arbitrent pas toute l'année. Les entraîneurs demandent par contre à ce qu'il n'y ait plus de matchs programmés le matin, que les troisièmes rencontres de phase de poule soient jouées en même temps et que les équipes y soient départagées à la différence de buts particulière. Il est aussi demandé que la FIFA exige l'application de ses règles pour éviter toutes variantes.
Par rapport au niveau de jeu, certains sélectionneurs trouvent regrettable que ce ne soient pas véritablement les meilleures équipes qui participent à la phase finale du tournoi, et qu'en raison de la représentation de tous les continents, il y ait des sélections dont l'unique objectif est de limiter les dégâts.